# Церковь Бога пророчеств
Церковь Бога пророчеств (англ. Church of God of Prophecy, COGOP) — христианская пятидесятническая церковь. Представлена в 125 странах мира, насчитывает более 1,5 млн последователей и 10 тыс. церквей.
На русский язык название церкви иногда переводят как «Пророческая церковь Бога» и «Церковь Бога пророчества».
Церковь является активным участником Всемирного пятидесятнического братства. Штаб-квартира расположена в американском городе Кливленд (штат Теннесси).

## История
Церковь считает себя наследницей маленькой молитвенной группы, которая в 1886 году в Барни-Крик создала Христианский союз (См. Ранняя история церкви Бога). Чуть позже эта группа оформилась в союз Церковь Бога.
Однако история непосредственно самой Церкви Бога пророчеств начинается в 1923 году, когда её основатель А. Д. Томлинсон (1865—1943) покинул Церковь Бога и создал новое объединение. Первоначально движение называлось Томлинсоновская Церковь Бога, в 1952 году деноминация приняла нынешнее название. Томлинсон оставался лидером движения вплоть до своей смерти в 1943 году. В следующем году Генеральная Ассамблей церкви избирала одного из сыновей Томлинсона, Милтона Амвросия (1906—1995) новым руководителем. Под руководством Томлинсона-младшего, деноминация обзаводится собственным издательством, радио- и телепрограммами, библейским институтом и начинает ряд других служений. После выхода на пенсию Милтона Томлинсона в 1990 году, союз возглавляли Фрэд Фишер (в 1990—2006 гг.) и Рэдни Говард (с 2006 года).
С 2004 года Церковь Бога пророчеств и Церковь Бога (Кливленд, Теннесси) ведут переговоры о примирении и воссоединении.

## Доктрины

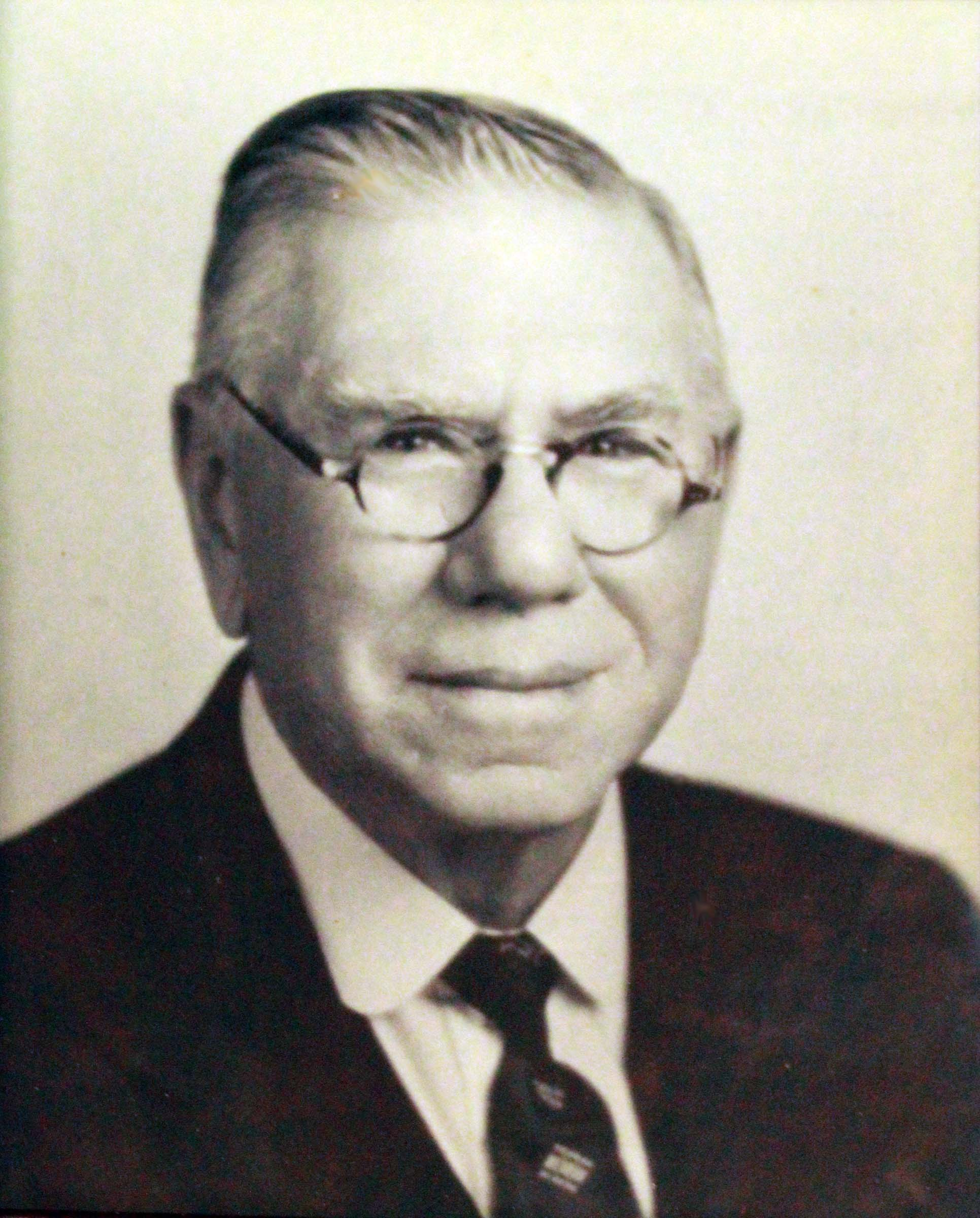
А. Д. Томлинсон

Церковь Бога пророчеств является протестантской деноминацией, относящейся к пятидесятникам трёх благословений. Доктрины церкви схожи с вероучением Церкви Бога. Символ веры признает богодухновенность Библии, триединство Бога, божественную природу Христа. Особое внимание уделяется Крещению Духом Святым. Церковь использует два таинства — крещение и Вечерю Господню. При этом, водное крещение проводится путём полного погружения, а Вечеря Господня сопровождается ритуалом омовения ног.
Церковь запрещает своим членам употреблять табак или наркотические препараты и учит воздерживаться от алкоголя. Церковь Бога пророчеств не считает себя исключительной и признаёт возможность спасения в других церквах и конфессиях.
Раз в два года представители всех национальных союзов собираются на Международной Ассамблее для обсуждения текущих вопросов церкви и планов на будущее.

## Численность верующих
Общее число верующих церкви Бога пророчеств — 1,5 млн человек. При этом большая часть из них находится за пределами США, лишь 90 тысяч проживает на родине церкви. Статистику Церкви Бога пророчеств можно увидеть в таблице:
| Регион                  | Церквей и миссий | Верующих |
| ----------------------- | ---------------- | -------- |
| Африка                  | 2748             | 889 268  |
| Азия и Океания          | 587              | 63 938   |
| Северная Америка        | 5619             | 336 027  |
| Южная Америка           | 1376             | 48 187   |
| Европа и Ближний Восток | 1366             | 174 863  |

## Церковь Бога пророчеств в СНГ
После падения железного занавеса миссионеры Церкви Бога пророчеств посещали страны бывшего Советского Союза. С рядом поместных церквей были установлены контакты и начаты партнёрские проекты. В 1998 году на Украине была создана Божья Церковь христиан веры евангельской Украины, которая стала филиалом Церкви Бога пророчеств. В настоящее время Божья Церковь ХВЕУ насчитывает 155 тыс. верующих в 700 церквах и является крупнейшим филиалом Церкви Бога пророчеств в Европе. В России общины Церкви Бога пророчеств объединены в Божью Церковь России (3,5 тыс. верующих, епископ Михаил Мурза). Церковь Бога пророчеств также ведёт миссионерскую работу в Армении (3 миссии), Казахстане (3 церкви), Грузии (6 церквей), Узбекистане (1 миссия) и Азербайджане (1 церковь).